# George Westmore
George Westmore (27 de junio de 1879, Isla de Wight, Inglaterra - 12 de julio de 1931, Hollywood, California) fue un peluquero inglés que emigró a los Estados Unidos. Especializado en la fabricación de pelucas y en el maquillaje artístico, es conocido por fundar el primer departamento de maquillaje en un estudio de cine (1917).
George Westmore se casó con Ada Savage (1901-1924) y después con Anita Salazar. Sus hijos también se dedicaron al maquillaje de cine, constituyendo los Westmore una conocida dinastía del gremio.
Entre las películas en las que trabajó George Westman destaca Rey de Reyes de Cecil B. de Mille, donde tenía que disimular las ojeras de H.B. Warner que hacía de Jesucristo. Más tarde abrió un salón de belleza en Hollywood Boulevard que no tuvo éxito.
Sus hijos empezaron a tener más fama que él. Monte Westmore es el creador del look de Rodolfo Valentino: le depiló las cejas, se las rediseñó, le untó los labios con vaselina para darle brillo y creó su peinado hacia atrás con patillas recortadas en ángulo. Monte Westmore también se encargó del maquillaje de Lo que el viento se llevó. Cuando ampliaron el departamento de maquillaje, nombraron jefe a su otro hijo Wally y su hijo Ernest le reemplazó en Cimarrón (1931). 
En 1931 se quitó la vida con un veneno de mercurio.